# 오이토선
오이토선(일본어: 大糸線, おおいとせん)은 동일본 여객철도 및 서일본 여객철도의 철도 노선이다. 일본 나가노현 마쓰모토시에 있는 마쓰모토역과 니가타현 이토이가와시에 있는 이토이가와역을 잇는다.
동일본 여객철도가 운영하는 구간만 전철화되었다.

## 노선 정보
- 노선 거리: 105.4 km
  - 동일본 여객철도 관할: 70.1 km(마쓰모토 ~ 미나미오타리)
  - 서일본 여객철도 관할: 35.3 km(미나미오타리 ~ 이토이가와)
- 궤간: 1067mm(협궤)
- 역 수: 42
  - 동일본 여객철도 관할: 34(미나미오타리 역을 포함됨)
  - 서일본 여객철도 관할: 8(미나미오타리 역을 제외됨)
- 복선 구간: 없음(전 구간이 단선임)
- 전철화 구간: 마쓰모토 ~ 미나미오타리, 직류 1,500볼트 전철화
- 차단 방식: 자동 차단식
- 보안 장치:
  - 동일본 여객철도 관할: ATS-Sn
  - 서일본 여객철도 관할: ATS-SW

## 역 목록

### 동일본 여객철도 관할
| 역 이름        | 일본어 이름 | 거리 | 접속 노선                         | 소재지     | 소재지          | 소재지     |
| -------------- | ----------- | ---- | --------------------------------- | ---------- | --------------- | ---------- |
| 마쓰모토       | 松本        | 0.0  | 시노노이선 알피코 교통 가미코치선 | 나가노현   | 마쓰모토시      | 마쓰모토시 |
| 기타마쓰모토   | 北松本      | 0.7  |                                   | 나가노현   | 마쓰모토시      | 마쓰모토시 |
| 시마우치       | 島内        | 2.6  |                                   | 나가노현   | 마쓰모토시      | 마쓰모토시 |
| 시마타카마쓰   | 島高松      | 3.8  |                                   | 나가노현   | 마쓰모토시      | 마쓰모토시 |
| 아즈사바시     | 梓橋        | 5.2  | 아즈미노시                        | 아즈미노시 |                 |            |
| 히토이치바     | 一日市場    | 6.8  | 아즈미노시                        | 아즈미노시 |                 |            |
| 나카가야       | 中萱        | 8.4  | 아즈미노시                        | 아즈미노시 |                 |            |
| 미나미토요시나 | 南豊科      | 10.4 | 아즈미노시                        | 아즈미노시 |                 |            |
| 도요시나       | 豊科        | 11.4 | 아즈미노시                        | 아즈미노시 |                 |            |
| 하쿠야초       | 柏矢町      | 14.2 | 아즈미노시                        | 아즈미노시 |                 |            |
| 호타카         | 穂高        | 16.2 | 아즈미노시                        | 아즈미노시 |                 |            |
| 아리아케       | 有明        | 18.4 | 아즈미노시                        | 아즈미노시 |                 |            |
| 아즈미오이와케 | 安曇追分    | 19.9 | 아즈미노시                        | 아즈미노시 |                 |            |
| 호소노         | 細野        | 22.8 | 기타아즈미군                      | 마쓰카와촌 |                 |            |
| 기타호소노     | 北細野      | 23.8 | 기타아즈미군                      | 마쓰카와촌 |                 |            |
| 시나노마쓰카와 | 信濃松川    | 26.0 | 기타아즈미군                      | 마쓰카와촌 |                 |            |
| 아즈미쿠쓰카케 | 安曇沓掛    | 28.6 | 오마치시                          | 오마치시   |                 |            |
| 시나노토키와   | 信濃常盤    | 30.9 | 오마치시                          | 오마치시   |                 |            |
| 미나미오마치   | 南大町      | 34.0 | 오마치시                          | 오마치시   |                 |            |
| 시나노오마치   | 信濃大町    | 35.1 | 오마치시                          | 오마치시   |                 |            |
| 기타오마치     | 北大町      | 37.2 | 오마치시                          | 오마치시   |                 |            |
| 시나노키자키   | 信濃木崎    | 39.4 | 오마치시                          | 오마치시   |                 |            |
| 이나오         | 稲尾        | 41.6 | 오마치시                          | 오마치시   |                 |            |
| 우미노쿠치     | 海ノ口      | 42.9 | 오마치시                          | 오마치시   |                 |            |
| 야나바         | 簗場        | 46.3 | 오마치시                          | 오마치시   |                 |            |
| 미나미카미시로 | 南神城      | 52.8 | 기타아즈미 군                     | 하쿠바촌   |                 |            |
| 가미시로       | 神城        | 55.2 | 기타아즈미 군                     | 하쿠바촌   |                 |            |
| 이모리         | 飯森        | 56.7 | 기타아즈미 군                     | 하쿠바촌   |                 |            |
| 하쿠바         | 白馬        | 59.7 | 기타아즈미 군                     | 하쿠바촌   |                 |            |
| 시나노모리우에 | 信濃森上    | 61.6 | 기타아즈미 군                     | 하쿠바촌   |                 |            |
| 하쿠바오이케   | 白馬大池    | 65.4 | 기타아즈미 군                     | 오타리촌   |                 |            |
| 지쿠니         | 千国        | 68.7 | 기타아즈미 군                     | 오타리촌   |                 |            |
| 미나미오타리   | 南小谷      | 70.1 | 기타아즈미 군                     | 오타리촌   | 이토이가와 방면 |            |

- 야나바스키조마에역(야나바 ~ 미나미카미시로 구간에 있었던 임시승강장, 마쓰모토 기점 47.9km)은 2019년 3월 16일에 폐지되었다.

### 서일본 여객철도 관할
| 역 이름      | 일본어 이름 | 거리 | 접속 노선     | 소재지       | 소재지        | 소재지               |
| ------------ | ----------- | ---- | ------------- | ------------ | ------------- | -------------------- |
| 미나미오타리 | 南小谷      | 0.0  | 마쓰모토 방면 | 나가노 현    | 기타아즈미 군 | 오타리 촌            |
| 나카쓰치     | 中土        | 4.0  |               | 나가노 현    | 기타아즈미 군 | 오타리 촌            |
| 기타오타리   | 北小谷      | 8.4  |               | 나가노 현    | 기타아즈미 군 | 오타리 촌            |
| 히라이와     | 平岩        | 14.9 | 니가타현      | 이토이가와시 | 이토이가와시  |                      |
| 고타키       | 小滝        | 21.7 | 니가타현      | 이토이가와시 | 이토이가와시  |                      |
| 네치         | 根知        | 25.3 | 니가타현      | 이토이가와시 | 이토이가와시  |                      |
| 구비키오노   | 頸城大野    | 30.2 | 니가타현      | 이토이가와시 | 이토이가와시  |                      |
| 히메카와     | 姫川        | 32.1 | 니가타현      | 이토이가와시 | 이토이가와시  |                      |
| 이토이가와   | 糸魚川      | 35.3 | 니가타현      | 이토이가와시 | 이토이가와시  | 니혼카이 히스이 라인 |